# Iszapmohás

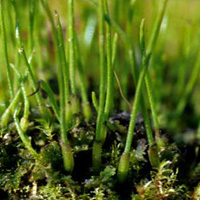
Anthoceros punctatus

Az iszapmohás  (Centunculo-Anthoceretum punctati Koch ex Libbert 1932) Borhidi Attila szerint az atlanti-boreális tóparti gyepek (Isoëto-Litorelletea Br.-Bl. & Vlieger, 1937)  társulástani osztályába sorolt törpekákagyepek (Nanocyperion)  társulástani csoportjában a csepplenesek (Radiolenion linoidis (Rivas-Goday 1961) Borhidi 2003 comb. nova hoc loco) alcsoportjának (más szerzők szerint csoportjának) egyik társulása.

## Elterjedése, előfordulása
Igen ritka, szubatlanti jellegű természetes pionír társulás, amely a Dunántúl nyugati részén éri el zonális elterjedésének délkeleti határát (esetleg Somogy vármegyében; ez ritkasága miatt pontosan nem határozható meg). Borhidi Attila feltételezi, hogy lehetnek köztes helyzetű élőhelyei a Vendvidéken, a Göcsejben és Zala vármegye nyugati részén is, csak kevéssé feltűnő jellegük miatt ezeket (még) nem írták le. Leginkább antropogén folyamatokkal lecsupaszított felszíneken tűnik fel.

## Termőhelye, szerkezete
Kötött, agyagos talajokon fejlődik ki; a leggyakrabban szántott, vizenyős területek pangó vizes ekebarázdáiban.

## Karakterfajai
A magyarországi állományok fajösszetétele közvetlen rokonáéhoz, a cseppleneséhez (Centunculo-Radioletum linoidis Krippel 1959) hasonló (lásd ott), ezért önállósága vitatott. Az élőhelyek eltérő talajtani adottságain kívül lényeges florisztikai különbségként az Anthoceros punctatus becősmoha előfordulása emelhető ki.